# Rutstroemia plana
Rutstroemia plana är en svampart som beskrevs av D.M. Hend. 1970. Rutstroemia plana ingår i släktet Rutstroemia och familjen Rutstroemiaceae.   Inga underarter finns listade i Catalogue of Life.